# Jean-Félix Nourrisson
 (janvier 2019).
Si vous disposez d'ouvrages ou d'articles de référence ou si vous connaissez des sites web de qualité traitant du thème abordé ici, merci de compléter l'article en donnant les références utiles à sa vérifiabilité et en les liant à la section « Notes et références ».
Jean-Félix Nourrisson, né à Thiers (Puy-de-Dôme) le 18 juillet 1825 et mort à Paris (6e arrondissement) le 13 juin 1899, est un philosophe français. 

## Biographie
Il étudie le droit à Paris, puis délaisse le barreau pour se consacrer à l'enseignement. Il passe son agrégation de philosophie et il est reçu docteur ès lettres en 1852. Professeur de philosophie dans plusieurs lycées, il est élu membre de l'Académie des sciences morales et politiques en 1870. Inspecteur général par délégation de 1871 à 1873, il devient titulaire de la chaire d'histoire de la philosophie moderne au Collège de France en 1874. Il est le père de l'avocat Paul Nourrisson.

## Ouvrages
- Essai sur la philosophie de Bossuet (1852)
- Le Cardinal de Bérulle, sa vie, ses écrits, son temps (1856)
- Les Pères de l'Église latine, leur vie, leurs écrits, leur temps (2 volumes, 1856)
- Exposition de la théorie platonicienne des idées (1858)
- Tableau des progrès de la pensée humaine depuis Thalès jusqu'à Leibniz (1858)
- Histoire et philosophie, portraits et études (1863)
- La Philosophie de Leibniz (1860)
- Le XVIIIe siècle et la Révolution française (1863)
- La Philosophie de saint Augustin (1865)
- La Nature humaine, essais de psychologie appliquée (1865)
- Spinoza et le Naturalisme contemporain, Paris, Didier & cie, 1866, 305 pages.
- La Politique de Bossuet (1867)
- De la liberté et du hasard, essai sur Alexandre d'Aphrodisias (1870)
- Machiavel (1874)
- Pascal physicien et philosophe (1885)
- Trois révolutionnaires : Turgot, Necker, Bailly (1885)
- Philosophie de la nature, Bacon, Beyle, Toland, Buffon (1887)
- Voltaire et le voltairianisme (1896)
- Rousseau et le rousseauisme (1904)